# Lygropia tetraspilalis
Lygropia tetraspilalis là một loài bướm đêm trong họ Crambidae.